# Буква і Цифра
Видавництво (або, як називають себе самі засновники, текстовий лейбл) «Буква і Цифра» виникло 2005 року як приватна ініціатива кількох однодумців навколо літературного порталу www.samvydav.net.
За свою мету видавництво ставить «введення в сучасний літературний обіг нових імен, оригінальних форматів, пожвавлення загального літературного процесу... заохочення авторів до неординарних форм літературної творчості», «віддаючи перевагу експерименту і якості над кількістю.»

## Видання
«Антологія українського самвидаву. 2000-2004». — Київ : «Буква і Цифра», 2005. — 304 с.
Женя Галяс. «Пісьма братана». — Київ : «Буква і Цифра», 2006. — 304 с. — ISBN 966-96583-0-6.
«Всі наші. Кулуарні історії з коментарями». — Київ : «Буква і Цифра», 2006. — 416 с. — ISBN 966-96583-1-4.
«8. Жіноча мережева проза». — Київ : «Буква і Цифра», 2006. — 216 с. — ISBN 966-96583-2-2.
«За наше дєло. Архів професора Денікіна». — Київ : «Буква і Цифра», 2007. — 352 с. — ISBN 978-966-96583-3-3.
Ерік Айґнер. «Майн Квест». — Київ : «Буква і Цифра», 2007. — 224 с. — ISBN 978-966-96583-4-0.

## Інтерв'ю
- Інтерв'ю «Українській правді»
- Інтерв'ю «Дзеркалу тижня»
- Інтерв'ю «Смолоскипу»
- Інтерв'ю одного з учасників проекту «Всі наші» «Українській правді»

## Сюжети та рецензії
- «Львівська газета» про «Всі наші» та «Пісьма братана»
- «Дзеркало тижня» про «Пісьма братана»
- «Большой город» про «Букву і Цифру» [Архівовано 6 червня 2007 у Wayback Machine.]
- proza.com.ua про «8. Жіноча мережева проза» [Архівовано 29 вересня 2008 у Wayback Machine.]
- «Україна молода» про «8. Жіноча мережева проза» [Архівовано 9 грудня 2007 у Wayback Machine.]